# Jacob Ellehammer
Jacob Christian Hansen Ellehammer (Bakkebølle, 14 giugno 1871 – 20 maggio 1946) è stato un orologiaio e inventore danese, pioniere dell'aeronautica.
Il 12 settembre 1906 Ellehammer fu uno dei primi europei a far volare un aereo da lui costruito fino ad un'altezza di 50 centimetri su una distanza di 42 metri. 
Riuscì ad effettuare più di 200 voli nei due anni successivi.
Nel 1912, Jacob Ellehammer riuscì a far decollare un elicottero.

## Biografia
Ellehammer nacque a Bakkebølle, figlio di Mads Jakob Hansen e di sua moglie Maren Kathrine Larsen.
Prese il nome Ellehammer dal nome della fattoria di famiglia della madre. La famiglia si trasferì nel 1875 a Valse nell'isola di Falster.

Seguì la formazione per diventare orologiaio a Nykoebing e poi si spostò a Copenaghen, dove fece apprendistato come ingegnere elettrico.
La sua passione per la meccanica lo portò a produrre una moto chiamata "Elleham" che uscì sul mercato nel 1904 e fu probabilmente realizzata in circa 1.000 unità.

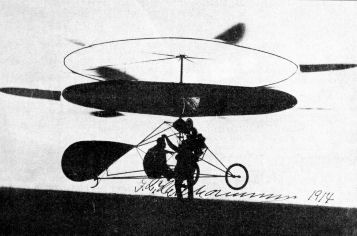
Elicottero coassiale di Ellehammer (1914)

Ma la vera passione di Ellehammer era il volo e nel 1905 costruì una macchina, che definì "semibiplana" vale a dire, un monoplano con ali inferiori molto piccole. 
Per motorizzare il velivolo Ellehamer utilizzò il motore della sua moto, un motore monocilindrico raffreddato ad aria con alette radiali che erogava 9 CV, adattato per l'uso aeronautico. 
Con questa macchina iniziò nel gennaio 1906 una serie di esperimenti sull'isola di Lindholm presso Smålandsfarvandet. 
Durante questi esperimenti la macchina era legata ad un albero al centro della pista. 
Il primo motore si rivelò ben presto troppo poco potente, così Ellehammer costruì un nuovo motore da 18 CV che fu utilizzato per le prove di volo dal mese di agosto 1906.
Sul diario di Lars Ellehammer, cugino di Jakob Ellehammer, si legge che il 28 agosto 1906:
«... La macchina si è alzata con Ellehammer a bordo per 12 secondi ...»
Il 12 settembre 1906 la macchina rimase in aria un po' di più. Lars Ellehammer scrisse quanto segue nel suo diario:
«... Vento 2-3 metri direzione NE, ha guidato per un percorso circolare a circa un piede e mezzo di altezza andando contro il vento. Ellehammer è rimasto tutto il tempo su. Ho preso delle foto ...»
Nel diario del 12 settembre viene indicata la stessa quota, che corrisponde a 47 cm:
«... Ha navigato tutto il percorso in circolo con Ellehammer a bordo, volava momentaneamente con le ruote anteriori sollevate circa di circa 18 cm. Facilmente. Ho preso delle foto ...»
Quest'ultima citazione probabilmente dovrebbe essere interpretata come se le ruote posteriori fossero più basse rispetto alle ruote anteriori, ma non che le ruote posteriori fossero a contatto con il suolo. 
Sono state conservate almeno due fotografie prese durante la prova del 12 settembre, in cui si vede la macchina di Ellehammer librarsi in volo completamente staccata da terra.
Se Ellehammer abbia volato effettivamente quel 12 settembre 1906 a Lindholm dipende dalla definizione di volo.
Ci sono stati altri pionieri dell'aviazione europei che avevano intrapreso simili "balzi in aria" prima di lui, tra cui Karl Jatho nel 1903 e Traian Vuia all'inizio del 1906.
Nessuno di questi pionieri aveva volato in senso moderno, dal momento che non erano riusciti a controllare le loro macchine e non erano stati in grado di rimanere in aria, perdendo rapidamente velocità e dovendo atterrare subito. 
Pertanto nemmeno Ellehammer può essere considerato come il primo in Europa ad aver volato con una macchina più pesante dell'aria.
Nel luglio del 1906 il francese Ernest Archdeacon aveva offerto un premio in denaro per il primo volo che avesse raggiunto i 25 metri di lunghezza. 
Ma l'impresa di Ellehammer non fu riconosciuta a causa della mancanza di controllo ufficiale. 
Pertanto, è stato il balzo del brasiliano Alberto Santos-Dumont di 60 metri a 2-3 metri di altezza effettuato il 23 ottobre 1906 presso l'Aero-Club de France a essere riconosciuto come il primo volo di una macchina più pesante dell'aria in Europa.
Dopo i tentativi a Lindholm, Ellehammer si rese conto che vi era la necessità di motori più potenti per rimanere in aria. 
Pertanto lavorò sia per progettare un motore più potente, sia per ridurre il peso dell'aeromobile. 
Fece le prova della sua nuova macchina sul ghiaccio del lago di Farum alla fine del 1906. 
Queste prove furono filmate da Ole Olsen della Nordisk Film.
Il 28 giugno 1908 Ellehammer volò a Kiel in Germania per circa 50 m, vincendo così un premio di 5000 marchi tedeschi.
Costruì successivamente diversi tipi di aeromobili, compresi aliscafi. Nel 1912 costruì un elicottero che nel mese di ottobre si sollevò da terra con lui stesso come pilota.
Ellehammer si distinse inoltre come inventore di dispositivi meccanici ottenendo numerosi brevetti.
Inventò un carburatore speciale, che consentiva l'uso di cherosene in motori a benzina e inventò una pompa per pompieri. 
Ellehammer lavorò anche alla costruzione di un motore a vapore e modificò un trattore Fordson per il funzionamento a vapore.
Nel 1898 Ellehammer fondò un laboratorio con il suo nome e nel 1904 la Ellehammer A/S che attualmente ha sede in un edificio costruito nel 1919-20 dall'architetto Aage Langeland-Mathiesen in Kildegårdsvej 20 a Hellerup.
Nel 1950 la fabbrica aeronautica danese SAI costruì una replica funzionante dell'aereo costruito da Ellehammer nel 1909.